# Stefano Pernigotti
Stefano Giuseppe Pernigotti (Novi Ligure, 1797 – 1873) è stato un imprenditore italiano, fondatore dell'azienda dolciaria Pernigotti di Novi Ligure, in provincia di Alessandria.

## Biografia
Proveniente da una famiglia di possidenti e commercianti, la cui presenza a Novi Ligure è attestata dal Seicento, alla morte del padre Francesco Ottavio, nel 1848, assunse la guida dell'emporio commerciale di famiglia, che nel 1860 trasformò in una drogheria per il trattamento delle derrate alimentari coloniali.
Attivo nei consigli municipali e nel Tribunale di Commercio, Pernigotti dette un notevole impulso alla sua drogheria con la diversificazione delle sue attività, non più limitate al commercio di droghe, ma anche alla produzione del torrone e della mostarda, con la creazione, il 1º giugno 1868, assieme al figlio primogenito Francesco (1843-1936), di una società in nome collettivo, la Stefano Pernigotti e Figlio.
Morto nel 1873, la direzione della ditta fu assunta dal figlio Francesco, con il quale iniziò la propria espansione produttiva e commerciale, ma il passaggio dalla produzione di dimensioni artigianali a quelle industriali si verificò con il nipote Paolo Pernigotti (1889-1966), che con la produzione del gianduiotto, l'azienda dolciaria di famiglia assunse notorietà nazionale ed internazionale nel periodo compreso tra le due guerre.